# Jorge Cardoso (investigador)
Jorge Cardoso é um investigador português que actua na área da medicina e da Inteligência Artificial, trabalhando para o King's College, em Londres. Foi eleito Personalidade do Ano do Portugal Tecnológico.
Formado em engenharia biomédica, pela Universidade do Minho, Cardoso é investigador no King’s College de Londres e CTO no London AI Centre. Destacou-se pela construção de uma a biblioteca de cérebros sintéticos através do uso de uma rede de inteligência artificial aplicada à medicina que ajudou a fundar, a MONAI. A tecnologia já está a ser aplicada a pacientes que chegam ao hospital do King's College devido a acidentes vasculares cerebrais (AVC).